# The Wedding Year
The Wedding Year è un film del 2019 diretto da Robert Luketic.

## Trama
Mara Baylor è una fotografa che non ritiene di essere la persona adatta al matrimonio, sebbene il suo fidanzato Jake lo desideri. Le decisioni che Mara cerca però di rinviare continuamente vengono infine al pettine, quando finisce per essere invitata lo stesso anno a quindici matrimoni, a cui inizia a partecipare con sempre maggiore insofferenza.

## Distribuzione
Negli Stati Uniti la pellicola è stata distribuita a partire dal 20 settembre 2019 dalla Entertainment Studios.